# Здание поземельно-крестьянского банка (Витебск)
Здание поземельно-крестьянского банка ― памятник белорусской архитектуры начала XX века. Находится в Витебске по адресу улица Доватора, 7/11. В здании располагается главный корпус Витебской государственной академии ветеринарной медицины.

## Архитектура
Здание поземельно-крестьянского банка было построено в 1917 году по проекту инженера-строителя Константина Тарасова в неорусском стиле, сочетающем в себе черты модерна и эклектики.
Каменное двухэтажное здание Е-образной формы, с башней на углу улиц Баумана и Доватара отличается масштабностью, имеет четкое карнизное разделение, образцовое для стиля ар-нуво и трехъярусный шатёр с «лампочкой». Главный вход завершается клиновидным фронтоном с мозаичным майоликовым панно, в центре которого находится стилизованный герб Витебской губернии. В декоративном убранстве использованы элементы, заимствованные из древнерусского зодчества (изогнутые очертания, подоконники кокошники, «дынные» колонны, крупный алмазный руст, похожий на тот, что присутствует в архитектуре здания Грановитой палаты в Москве. Хотя для ар-нуво объемы этого здания недостаточно слиты: они не перетекают друг в друга, в декоре нет волнистой доски, нет также и характерных стилевых элементов удлинения.
Планировка здания коридорная. На первом этаже располагались вестибюль, приёмная, кабинеты, комната курьера, на втором ― переговорная, кабинеты и апартаменты администрации, на первом этаже ― хозяйственные помещения и архив.

## Галерея
|      |      |      |      |      |      |      |
| 1928 | 1932 | 1939 | 1940 | 2012 | 2021 | 2015 |